# Ariana Kelly
Ariana Brannigan Kelly é uma política americana de Maryland e membra do Partido Democrata. Ela atualmente serve na Câmara dos Delegados de Maryland . Ela representa o 16° distrito desde 2010, que está localizado em Montgomery County, e inclui Bethesda, Cabin John, Glen Echo e partes de Chevy Chase, Potomac e Rockville. Kelly mora no bairro Wyngate.

## Educação e experiência profissional
Ariana Brannigan Kelly cresceu em Bethesda, onde estudou na Walter Johnson High School . Brannigan Kelly também frequentou a Universidade de Wisconsin-Madison, onde estudou História, Estudos Femininos e Produção de TV / Cinema.
Brannigan Kelly tem uma vasta experiência em gestão de organizações sem fins lucrativos, mídia e serviço social. No início de sua carreira, ela trabalhou na Travellers Aid International, Girls Inc e Legal Momentum . Brannigan Kelly também produziu To The Contrary , da PBS, um programa de notícias semanal. Ela cobriu uma ampla gama de questões, incluindo legislação estadual e federal, negócios, educação, saúde e meio ambiente. Ela se especializou na perspectiva de populações sub-representadas, incluindo mulheres e minorias.
Brannigan Kelly também atuou como diretora executiva da NARAL Pro-Choice Maryland, onde liderou uma campanha reconhecida nacionalmente para investigar centros de gravidez em crise e publicou The Truth Revealed Report . Brannigan Kelly também atuou como diretora de campanha para MomsRising.org, onde trabalhou na reforma da saúde, licença familiar remunerada, equidade salarial, saúde ambiental e cuidados infantis.

## Vida Pessoal
Delegado Kelly tem uma filha e um filho. Ela é neta do pioneiro da segurança contra incêndio em Maryland, Francis Brannigan . Seus pais, Anne Brannigan-Kelly e Richard Kelly, residem no Colorado. Sua irmã, Meghan Kelly, mora na Carolina do Norte. O irmão de Kelly, Jonathan Blum, e a cunhada Kate Orman são autores australianos de ficção científica.
Em 27 de junho de 2015, o Delegado Kelly foi acusado de denúncia indecente e invasão da casa de seu ex-marido em Bethesda, Maryland, quando ela estava lá para deixar seus filhos, e ela viu o noivo dele. Em 21 de julho de 2015, as acusações foram retiradas com o Procurador do Estado dizendo em um comunicado que o suposto incidente era "um assunto mais adequado para o tribunal de família".

## Prêmios e honras
- Legislative All Star Award, Maryland Retailers Association 2018
- Legislador do ano, Maryland Psychological Association 2017
- Prêmio Legislador do Ano da Associação de Saúde Mental de Maryland
- Prêmio Pat on the Back da Pathfinders for Autism
- Campeão da Defesa da Criança do Centro Médico Nacional Infantil
- Prêmio Mulher por Realização da Rede de Informação de Mulheres .[5]
- Prêmio Espírito de Liderança Humanitária do Centro Nacional para Crianças e Famílias
- Prêmio de Defensor da Comunidade dos Centros de Tratamento e Aprendizagem
- Certificado de Excelência da Youth for National Change
- Prêmio Espírito de Serviço da Healthy Teen Network[6]
- Prêmio Choice Advocate of the Year 2015 e 2016 da NARAL Pro-Choice Maryland
- Prêmio Scull por Serviços Comunitários, Village of Friendship Heights
- Prêmio de Liderança em Políticas Públicas da Wonders Child Care
- Prêmio Mulheres Legisladoras de Maryland de Campeão Legislativa de 2018
- Prêmio de Realização Legislativa da Organização Nacional de Mulheres de MD

## Na legislatura
A delegado Kelly é um deputado da maioria chicote. Ela atua no Comitê de Operações de Saúde e Governamentais, onde preside o Subcomitê de Ocupações de Saúde e Cuidados de Longo Prazo. Ela também é presidente do Comitê de Desenvolvimento Econômico do condado de Montgomery e presidente do comitê democrático da Delegação da Câmara do condado de Montgomery. Além disso, Kelly é a Presidente das Mulheres Legisladoras de Maryland. Ela também é a presidente da Câmara para o Comitê Conjunto sobre Crianças, Jovens e Famílias.
Kelly foi o principal patrocinador do Contraceptive Equity Act de Maryland, que fez de Maryland o primeiro no país por garantir o acesso ao controle de natalidade. Esta legislação exigia cobertura de seguro de balcão para contracepção de emergência, sem divisão de custos para vasectomias e dispensa de pílulas anticoncepcionais de seis meses, além de expandir os tipos de contracepção disponíveis para Medicaid e populações seguradas em Maryland sem nenhum custo.
Kelly também foi o principal patrocinador da legislação que estabeleceu padrões de adequação da rede de seguros em Maryland.
Kelly é presidente da Força-Tarefa para o Estudo do Seguro Familiar e de Licença Médica.
Kelly está liderando a luta para fortalecer o programa de subsídio de creches de Maryland. Ela foi a principal patrocinadora da legislação para analisar as baixas taxas de reembolso do programa e seu trabalho no Comitê Conjunto sobre Crianças, Jovens e Famílias resultou em uma legislação bem-sucedida exigindo maiores níveis de financiamento.
Kelly tem uma avaliação vitalícia de 100% da Liga dos Eleitores de Conservação de Maryland em seu cartão de pontuação ambiental para legisladores.